# Gabriel Compagnucci
Gabriel Carlos Compagnucci (Monte Buey, 29 agosto 1991) è un calciatore argentino, centrocampista del Belgrano.

## Caratteristiche tecniche
È un esterno destro.

## Carriera
Ha esordito in Primera División il 20 agosto 2018 disputando con l'Unión (SF) l'incontro pareggiato 1-1 contro il San Martín (T).